# Rocío Jurado
María del Rocío Mohedano Jurado, född 18 september 1943 i Chipiona i provinsen Cádiz, död 1 juni 2006 i Alcobendas, Madrid, var en spansk sångerska och skådespelerska.
Rocío Jurado började sjunga flamenco som ung. 1963 debuterade hon som filmskådespelerska och kom att medverka i ytterligare ett halvdussin filmer. En tid bodde hon i Argentina där hon medverkade i musikalen La zapatera prodigiosa. Med hjälp av kompositören Manuel Alejandro blev hon en av Spaniens populäraste sångerskor. Hon spelade in drygt 30 skivor och kallades "La más grande" (den största). 
Hon var gift med boxaren Pedro Carrasco och senare med tjurfäktaren José Ortega Cano. Hennes död i pankreascancer den 1 juni 2006 väckte stor uppståndelse och Madrids borgmästare kungjorde att en gata i staden skulle döpas efter henne.